# قائمة مقاتلي يو إف سي التشيكيين
بطولة القتال النهائي (UFC) هي عبارة عن منظمة تروج لفنون القتال المختلطة (MMA)، تأسست في عام 1993 من قبل آرت ديفي وروريون جرايسي.تم شراء المنظمة من الشركة الأم إس إي جي في عام 2001 من قبل شركة زوفا ، وهي شركة ترويجية مملوكة من قبل أقطاب كازينو لاس فيغاس، لورنزو وفرانك فيرتيتا ويديرها دانا وايت (الرئيس الحالي للعمليات). منذ إنشائها ، ومن خلال إدارتها الحالية من قبل زوفا ، ظلت يو إف سي واحدة من أكثر عروض فنون القتال المختلطة الترويجية المهيمنة في العالم ، حيث تستضيف مجالًا واسعًا من مقاتلي فنون القتال المختلطة.

## القائمة
| الاسم            | الاسم المستعار | الفئة                                         | الجنس | سجل يو إف سي | سجل الفنون القتالية المختلطة | الحدث | الملاحظات                              | انتصارات ملحوظة                                 | م.    |
| ---------------- | -------------- | --------------------------------------------- | ----- | ------------ | ---------------------------- | --- | -------------------------------------- | ----------------------------------------------- | ----- |
| كارلوس فيمولا    | المنهي         | الوزن الثقيل, وزن خفيف الثقيل، والوزن المتوسط | ذكر   | 4–2          | 4–9                          | يو إف سي 116 يو إف سي 122 يو إف سي لايف: هاردي ضد ليتل يو إف سي على فوكس: دياز ضد ميلر يو إف سي على فيول تي في: مونيوز ضد ويدمان يو إف سي على فيول تي في: نوغيرا ضد ويردوم                                                                    | أول مقاتل من التشيك يُنافس في يو إف سي  | سيث بتروزيللي مايك ماسينزيو                     | [ 3 ] |
| فيكتور بيشتا     |                | الوزن الثقيل                                  | ذكر   | 4–1          | 4–10                         | يو إف سي ليلة القتال: مونيوز ضد موساوي يو إف سي على فوكس: جوستافسون ضد جونسون يو إف سي 192 يو إف سي ليلة القتال: رودريغيز ضد كاسيريس يو إف سي ليلة القتال: رودريغيز ضد بن                                                                     |                                        | كونستانتين إروخين                               | [ 4 ] |
| لوسي بوديلوفا    |                | وزن الديك                                     | أنثى  | 5–2          | 6–8                          | يو إف سي ليلة القتال: مانوا ضد أندرسون يو إف سي ليلة القتال: هولم ضد كوريا يو إف سي ليلة القتال: كاوبوي ضد ميديروس يو إف سي 228 يو إف سي ليلة القتال: بلاهوفيتش ضد سانتوس يو إف سي على إي إس بي إن يو إف سي ليلة القتال: بلايدز ضد دوس سانتوس | أول مقاتلة من التشيك تُنافس في يو إف سي | جي يون كيم سارة موراس                           | [ 5 ] |
| ديفيد دفوتشاك    | أندرتيكر       | وزن الذبابة                                   | ذكر   | 1–3          | 4–20                         | يو إف سي ليلة القتال: لي ضد أوليفيرا يو إف سي ليلة القتال: مورايس ضد ساندهاغن يو إف سي ليلة القتال: فونت ضد جاربرانت يو إف سي على إي إس بي إن: بلايدز ضد دوكوس                                                                                |                                        | برونو سيلفا جوردان اسبينوزا خوانكاميلو رونديروس | [ 6 ] |
| يري بروهاسكا (ب) | دينيسا         | وزن خفيف الثقيل                               | ذكر   | 0–3          | 1–3–29                       | يو إف سي 251 يو إف سي على إي إس بي إن: رييس ضد بروتشازكا يو إف سي 275 | أول بطل تشيكي في يو إف سي.             | فولكان أوزدمير دومينيك ريس غلوفر تيكسيرا        | [ 7 ] |

- ملاحظة: (ب) تعني بطل.